# Rhus amherstensis
Rhus amherstensis är en sumakväxtart som beskrevs av W. W. Smith. Rhus amherstensis ingår i släktet sumaker, och familjen sumakväxter. Inga underarter finns listade i Catalogue of Life.